# Eric Ragnor Sventenius
Eric Ragnor Sventenius és la forma llatinitzada del nom del botànic espanyol d'origen suec Erik Ragnar Svensson, (Skirö, Suècia, 10 d'octubre  de 1910 - † Gran Canària, 1973).

## Biografia
Erik Ragnar Svensson nasqué a un petit poble del sud de Suècia dins el municipi de Vetlanda a la província de Jönköpings.
Va començar estudiant a Suècia i a Catalunya al Jardí botànic Marimurtra de Blanes que havia estat fundat l'any 1920 per l'alemany Karl Faust.
L'any 1931, Eric Sventenius es va traslladar a les Illes Canàries. El 1937 va anar a Teià (Maresme) on, durant la Guerra Civil Espanyola es va fer càrrec de l'evacuació de la població sueco-catalana, com a Superintendent.
L'any 1952 treballà per al Jardí Botànic de Tenerife (Jardín de Aclimatación de la Orotava).
Va tenir el projecte de crear un Jardí Botànic de la flora canària, continuant la tasca antiga de José Viera y Clavijo.
Eric Sventenius va crear el Jardí Canari a l'illa de Gran Canària i en va ser el director fins a la seva mort. Rep el nom de Jardín Botánico Canario Viera y Clavijo.
L'espècie de planta Descurainia artemisioides i d'altres van ser descrites per Eric R. Sventenius.

### Obres
- Gerhard Benl, Eric R. Sventenius: Beiträge zur Kenntnis der Pteridophyten-Vegetation und-Flora in der Kanarischen Westprovinz (Tenerife, La Palma, Gomera, Hierro) (aus: Nova Hedwigia 20, pp. 413-462, 1970), Lehre: Cramer Vlg. 1970
- E. R. Sventenius et D. Bramwell: Acta phytotaxonomica Barcinonensia; Vol. 7; Heywoodiella genus novum, NBarcelona: Dep. de Botánica, Fac. de Ciencias, Univ. Autónoma, 1971
- G. Kunkel y Sventenius: Los Tiles de Moya. Enumeración florística y datos sobre el futuro parque natural, (Cuadernos de Botánica Canaria, 14/15: 71-89), Las Palmas de Gran Canaria, 1972
- Ericus R. Sventenius: Additamentum ad floram Canariensem, Matriti: Agronomiarum investigationem nationale hispanicum Inst. (Instituto nacional de investigaciones agronómicas), 1960
- Plantae macaronesiensis novae vel minus cognitae, in: Index Seminum Horti Acclimatationis Plantarum Arautapensi, 1968
- Ericus R. Sventenius, Instituto Nacional de Investigaciones Agrarias, Centro de las Islas Canarias (Hrsg.): Notas sobre la flora de las Cañadas de Tenerife, (Cuaderno/INIA; 78), p. 149-171, Madrid: Instituto Nacional de Investigaciones Agrarias, Centro de las Islas Canarias, 1946
- Ericus R. Sventenius, Instituto Nacional de Investigaciones Agrarias (España) (Hrsg.): Contribución al conocimiento de la flora canaria, (Cuaderno/INIA; 79), p. 176-194, Madrid: Instituto Nacional de Investigaciones Agrarias, Centro de las Islas Canarias, 1946
- Ericus R. Sventenius, Instituto Nacional de Investigaciones Agrarias, Centro de las Islas Canarias (Hrsg.): Plantas nuevas o poco conocidas de Tenerife, (Cuaderno/INIA; 111), p. 22-33, Madrid: Instituto Nacional de Investigaciones Agrarias, Centro de las Islas Canarias, 1949
- Ericus R. Sventenius, Instituto Nacional de Investigaciones Agrarias, Centro de las Islas Canarias (Hrsg.): Specilegium canariense III, (Cuaderno/INIA; 125), Madrid: Instituto Nacional de Investigaciones Agrarias, Centro de las Islas Canarias, 1950
- "Additamentum ad Floram Canariensem" Svensson Sventenius, Eric R. 1960.